# Encyklopedia internetowa

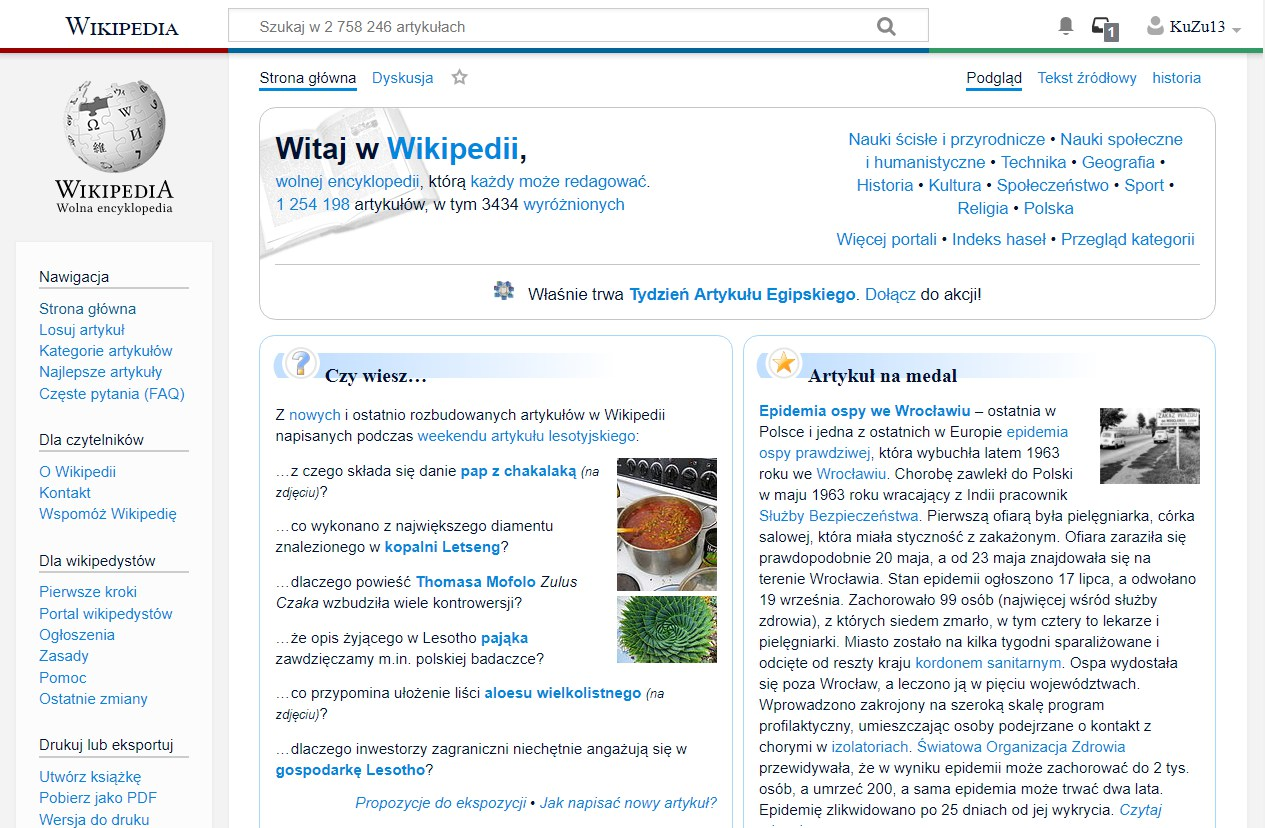
Zrzut ekranu encyklopedii internetowej (Wikipedia)

Encyklopedia internetowa – kompendium ludzkiej wiedzy zapisane i udostępnione w Internecie.
Pierwszą internetową encyklopedię postanowiono stworzyć w 1991 roku. Wówczas przygotowano internetową wersję The Hitchhiker's Guide to the Galaxy.

## Najwcześniejsze encyklopedie internetowe
Najprawdopodobniej pierwsza wolna encyklopedia pisana przez ochotników ruszyła w 1991 roku. Została ona zainicjowana przez czytelników grupy usenetowej alt.fan.douglas-adams, którzy rozpoczęli projekt polegający na stworzeniu prawdziwej wersji The Hitchhiker's Guide to the Galaxy, fikcyjnej encyklopedii używanej w pracach Douglasa Adamsa. Projekt stał się znany jako Project Galactic Guide. Początkowo miał zawierać prawdziwe i rzeczowe artykuły, zasada ta została zmieniona tak, aby można było tworzyć artykuły na tematy niewyobrażalne i nierealne. Project Galactic Guide zawiera około 1700 artykułów. Od 2000 roku nie powiększano tej liczby artykułów. Prawdopodobnie pośrednią przyczyną tego zastoju było założenie h2g2, bardziej oficjalnego projektu z podobnymi zasadami.
Kluczową gałęzią digitalizacji domeny publicznej była digitalizacja starych encyklopedii. W styczniu 1995 wystartował Projekt Gutenberg mający na celu upublicznienie tekstu jedenastej edycji Encyklopedii Britannica (z 1911 roku), ale spór związany z metodami wstrzymał prace nad pierwszym tomem. Z powodu znaków towarowych encyklopedia ta została opublikowana jako Gutenberg Encyclopedia. W 2002 roku tekst wszystkich 28 tomów został opublikowany przez inne źródło na stronie o nazwie Classic encyclopedia.
Projekt Gutenberg ponownie rozpoczął pracę nad digitalizacją tej encyklopedii, jednak do czerwca 2005 roku wciąż nie została ona wydana. W tym czasie, przed obliczem rywali takich jak Encarta, ostatnia Britannica została przepisana przez ich wydawców i wydana jako pierwsza encyklopedia na płycie CD, a następnie udostępniona jako serwis internetowy.
Najprawdopodobniej najważniejszym udanym procesem digitalizacji encyklopedii był projekt o nazwie Bartleby Project opierający się na Columbia Encyclopedia, Sixth Edition, 2000, która została udostępniona na stronie tego projektu w początku 2000 roku i jest okresowo uaktualniana.